# Volkswagen Routan
Volkswagen Routan – samochód osobowy typu minivan klasy wyższej produkowany pod niemiecką markę Volkswagen we współpracy z Chryslerem i Dodge w latach 2008 – 2013.

## Historia i opis modelu

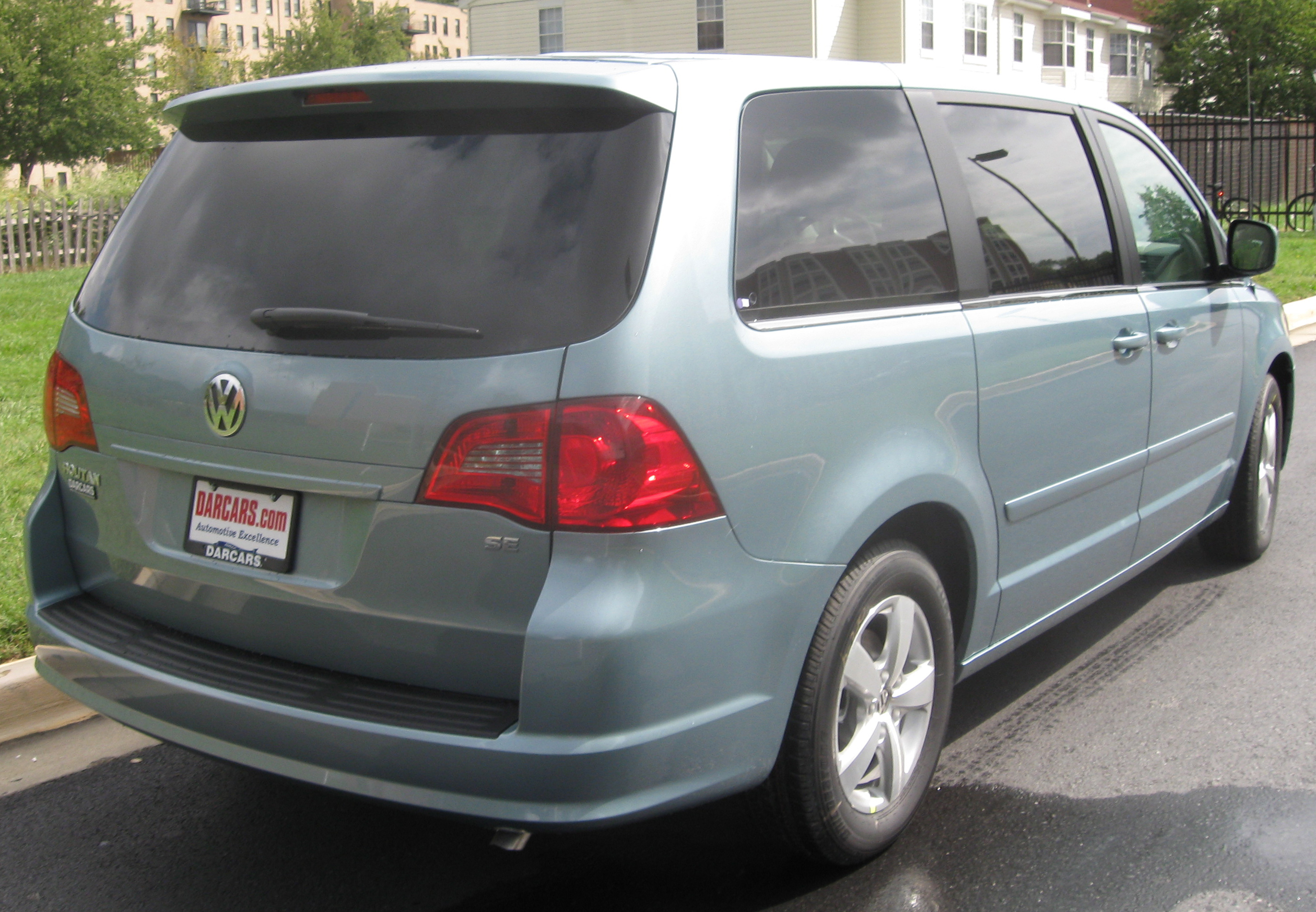
Volkswagen Routan - tył

Pojazd po raz pierwszy został zaprezentowany podczas targów motoryzacyjnych w Chicago w 2008 roku. Samochód został zbudowany na bazie płyty podłogowej wykorzystanej do budowy m.in. Chryslera Voyagera oraz Dodge'a Caravan. W stosunku do bliźniaczych modeli auto wyróżnia się przeprojektowanym pasem przednim, tyłem pojazdu oraz wnętrzem.
Historia powstania pojazdu związana jest z nawiązanym w 2005 roku partnerstwem dwóch niemiecki przedsiębiorstw - Volkswagena z DaimlerChrysler. Powstanie modelu było częścią strategii Volkswagena mającej na celu zwiększenie sprzedaży samochodów na terenie USA.

### Wersje wyposażeniowe
- S
- SE
- SEL
- SEL Premium
- Prestige
- Exclusive
- Trendline
- Comfortline
- Highline
- Execline

W zależności od wersji wyposażeniowej pojazdu, auto wyposażone mogło być m.in. w system ABS i ESP, system kontroli trakcji, elektrycznie otwierane drzwi boczne, elektryczne sterowanie szyb i elektryczne sterowanie lusterek, wielofunkcyjną kierownicę, klimatyzację automatyczną oraz system nawigacji satelitarnej z ekranem dotykowym oraz dyskiem twardym o pojemności 20 GB, a także skórzaną tapicerkę i system rozrywkowy z 9-calowym wyświetlaczem dla drugiego i trzeciego rzędu siedzeń, słuchawki bezprzewodowe, pilota, trzynaście uchwytów na napoje.